# Joseph Andrews
Joseph Andrews – potoczna nazwa angielskiej powieści, którą w 1742 r. napisał Henry Fielding. Jej pełny tytuł brzmi: The History of the Adventures of Joseph Andrews and his Friend, Mr. Abraham Adams („Historia przygód Josepha Andrewsa i jego przyjaciela, pana Abrahama Adamsa”). Polskie wydanie, zatytułowane Ksiądz wikary i przyjaciel jego, ukazało się w 1787.

## Treść
Główny bohater Joseph Andrews jest młodym, naiwnym chłopakiem, którego życiem nieustannie kierują inni. Andrews był jakby męską wersją Pameli z innej powieści Fieldinga, Shamela. Andrews kocha prostą dziewczynę Fanny. Mieszka jednak i służy w zamku Lady Booby, która (po śmierci jej męża, Sir Thomasa) niedwuznacznie próbuje Josepha uwieść, podobnie jak służąca, Pani Slipslop.
Andrews musi uciec z zamku i tułać się po świecie. Jest często napadany i wykorzystywany przez innych. Chwilami poszukuje Fanny, a czasami wspólnie z nią znosi nieszczęścia losu. Pomaga im jedynie dobroduszny, roztrzepany pastor Adams.

## Ekranizacja
W 1977 reżyser Tony Richardson nakręcił film na podstawie powieści. W rolach głównych wystąpili Peter Firth jako Joseph Andrews oraz Ann-Margret jako Lady Booby. Film nie powtórzył sukcesu poprzedniej ekranizacji powieści Henry’ego Fieldinga, Toma Jonesa (1963), której również dokonał Tony Richardson i za którą otrzymał Oscara.